# Alavancagem financeira
Em finanças, alavancagem (em inglês, leverage ou gearing) é um termo genérico que designa qualquer técnica utilizada para comprar ativos com recursos de empréstimos,  ou seja, por meio de endividamento, na expectativa de obter lucros superiores ao custo dos empréstimos contraídos. 
Resulta, portanto, da participação de recursos de terceiros na estrutura do capital da empresa. A organização se utiliza de ativos ou de recursos externos, tomados a um custo (taxa de juros) fixo, visando aumentar o lucro dos seus  acionistas.
Formas comuns de conseguir alavancagem são:  tomar empréstimos, comprar ativos fixos e usar derivativos. Exemplos:
- Uma sociedade anônima pode alavancar seu patrimônio líquido tomando dinheiro emprestado. Quanto mais ela toma empréstimos, menos capital próprio ela precisa.  Assim, a empresa apresentará uma relação lucros (ou perdas) / capital proporcionalmente maior (porque a base será menor).[4]

- Uma empresa pode alavancar suas receitas comprando ativos fixos. Isso faz aumentar a relação entre custos fixos e custos variáveis da empresa, e a variação da receita resultará de maior variação nas receitas operacionais (isto é, nas receitas decorrentes da atividade principal da empresa).[5][6]

- Hedge funds frequentemente alavancam seus ativos usando derivativos. Um fundo pode obter ganhos (ou perdas) sobre o valor de $20 milhões de óleo cru, por exemplo, depositando apenas $1 milhão como garantia.[7] Neste caso, o investimento total exige uma margem de apenas 5%, ocorrendo um maior Risco Financeiro.

Há duas categorias distintas de alavancagem:
- Alavancagem operacional: tem como ponto de partida o aumento das vendas, em contrapartida aos custos fixos. É determinada pela relação existente entre as receitas operacionais e o lucro antes de juros e imposto de renda (LAJIR), conceito que se confunde com o de lucro operacional.[2]
- Alavancagem financeira: tem como base o aumento do lucro líquido, em contraponto às despesas financeiras  (juros, comissões e outras despesas bancárias).  É a capacidade da empresa de elevar o lucro líquido por cota (no caso de uma sociedade por cotas de responsabilidade limitada) ou por ações (no caso de uma sociedade anônima), fazendo uso de recursos de empréstimo a juros constantes (fixos). Corresponde à relação entre passivo e recursos próprios.[2] A alavancagem financeira também pode ser entendida como o efeito produzido pelo capital de terceiros sobre o patrimônio líquido.[8]

## Objetivo
A  alavancagem financeira tem como objetivo potencializar a rentabilidade dos capitais próprios e o lucro dos acionistas, sem que estes precisem investir recursos próprios adicionais. A alavancagem financeira funciona, portanto, como um multiplicador do capital próprio.
A alavancagem financeira  corresponde à relação entre capital próprio e os créditos aplicados em uma dada operação.  Segundo Gitman, alavancagem financeira é o uso de ativos ou recursos com encargos financeiros fixos para aumentar os efeitos de variações do lucro antes de juros e imposto de renda sobre o lucro por ação -  isto é, para aumentar o retorno dos acionistas da empresa. Assim, a empresa usa recursos de terceiros (basicamente, empréstimos, debêntures, ações preferenciais, etc.) para maximizar os efeitos da variação do lucro operacional (LAJIR) sobre os lucros por ação. Maior alavancagem pode aumentar o retorno mas também significa aumento de riscoe eventual a exposição à insolvência.
A decisão de usar a alavancagem financeira depende não apenas de uma expectativa de  rentabilidade dos investimentos a serem realizados com recursos de empréstimos, mas também dos custos desse empréstimo. É necessário considerar a influência desse acréscimo de endividamento na estrutura financeira da empresa, bem como  o risco financeiro envolvido, a curto, médio e longo prazos. O endividamento pode se mostrar interessante se o custo do empréstimo for menor  que o retorno que se espera obter com a aplicação dos recursos oriundos desse empréstimo.
O estudo da alavancagem financeira ou operacional evidencia a importância relativa dos recursos de terceiros na estrutura de capital de uma empresa. Para isso analisa-se a taxa de retorno do capital próprio, considerando-se o custo  dos capitais de terceiros, usados para alavancar as operações da empresa.
A alavancagem financeira será positiva para a empresa se os capitais de terceiros de longo prazo produzirem efeitos positivos sobre o patrimônio líquido, ou seja, se o retorno sobre o patrimônio líquido for superior ao retorno sobre o ativo. De nada adiantaria a uma empresa captar recursos a longo prazo se, após essa captação,  o retorno sobre o patrimônio líquido recuasse à posição anterior à captação. 

## Alavancagem financeira e risco
O grau de alavancagem financeira (GAF)  de uma empresa é um importante indicador do grau do risco a que empresa está submetida. Se existe capital de terceiros de longo prazo na estrutura de capital, a empresa estará "alavancada", ou seja, corre risco financeiro.
O GAF  evidencia  os efeitos das variações ocorridas no lucro antes dos juros e do imposto de renda (LAJIR) que se refletem no lucro líquido.  Pode ser calculado com o uso das seguintes fórmulas:
GAF = Variação % no Lucro Líquido / Variação % no LAJIR = ∆LL / ∆LAJIR 
ou
GAF = LAJIR / LAJIR – Despesas Financeiras = LAJIR / LAIR
sendo LAIR=lucro depois dos juros e antes do imposto de renda

Também pode ser expresso da seguinte forma:
GAF =  RPL/RAT
sendo
RPL= Retorno sobre o Patrimônio Líquido = Lucro líquido/Patrimônio Líquido
RAT= Retorno sobre o Ativo Total= Lucro depois do Imposto de Renda e antes dos juros/Ativo Total 
Se  GAF = 1,0,  a alavancagem financeira será considerada nula. Nesse caso, não há despesas financeiras, ou seja, não há capital de terceiros (que são, geralmente, instituições financeiras) na estrutura de capital. O risco financeiro é baixo .
Se  GAF > 1,0  a alavancagem financeira será considerada favorável: o retorno sobre o Ativo Total (conjunto de bens e direitos da empresa, expressos em moeda) será razoavelmente maior que a remuneração paga ao capital de terceiros (a título de juros e comissões).
Se  GAF < 1,0   a alavancagem financeira será considerada desfavorável, pois os recursos de terceiros tiveram um custo maior do que o ROI e, neste caso, estão prejudicando  a empresa. Nesse caso, há risco financeiro. Se o RPL é menor do que o RAT, isto significa que o capital de terceiros está consumindo parte do patrimônio líquido. Mesmo se o Ativo Total  gerar um  retorno, parte desse retorno estará sendo financiada por capital de terceiros - o qual é, neste caso, remunerado a uma taxa superior à taxa de retorno sobre o Ativo Total. Diz-se então que o capital de terceiros está exercendo alavancagem negativa.